# Phaenochitonia
Phaenochitonia is een geslacht van vlinders uit de familie van de prachtvlinders (Riodinidae) en de onderfamilie Riodininae.
De wetenschappelijke naam werd gepubliceerd  in 1910 door Stichel.

## Soorten
Phaenochitonia omvat de volgende soorten:
- P. apolecta (Bates, 1868)
- P. arbuscula (Möschler, 1883)
- P. basilissa (Bates, 1868)
- P. cingulus (Stoll, 1790)
- P. clarissa (Sharpe, 1890)
- P. crocostigma (Bates, 1868)
- P. debilis (Bates, 1868)
- P. fuliginea (H. Bates, 1868)
- P. gallardi Hall, J & Willmott, 1996
- P. iasis (Godman, 1903)
- P. ignicauda (Godman & Salvin, 1878)
- P. ignipicta Schaus, 1913
- P. phoenicura (Godman & Salvin, 1886)
- P. pluto Stichel, 1911
- P. pseudodebilis Hall, J & Willmott, 1996
- P. pyrophlegia Stichel, 1923
- P. pyrsodes (H. Bates, 1868)
- P. sophistes (Bates, 1868)
- P. sticheli Lathy, 1932
- P. suapure (Weeks, 1906)
- P. talus (Fabricius, 1781)
- P. tyriotes (Godman & Salvin, 1878)